# Hanna Aronsson Elfman
Hanna Vilhelmina Aronsson Elfman, född  29 december 2002  i Karlstad i Värmland i Sverige, är en svensk alpin skidåkare, hon representerar Kils Slk. Aronsson Elfman slog igenom när hon tog guld i storslalom i JVM i Bansko i Bulgarien 9 mars 2021 .